# Les Hauteurs béantes
 (février 2018).
Si vous disposez d'ouvrages ou d'articles de référence ou si vous connaissez des sites web de qualité traitant du thème abordé ici, merci de compléter l'article en donnant les références utiles à sa vérifiabilité et en les liant à la section « Notes et références ».
Les Hauteurs béantes (titre original en russe : Ziiaiouchtchie vysoty) est un roman russe d'Alexandre Zinoviev publié et paru en français en 1976 à L'Âge d'homme.
Il fait partie d'une trilogie composée des Hauteurs béantes, de L'Avenir radieux et des Notes d'un veilleur de nuit. Cet ouvrage valut à son auteur d'être expulsé d'URSS en 1978.

## Résumé
Satire corrosive, à l’humour grinçant et pessimiste, du régime soviétique. Elle est écrite sous forme de dystopie futuriste (l’action se déroule dans presque huit millénaires) utilisant des styles littéraires opposés. Le manuscrit est censé en avoir été découvert en 9974 dans un dépotoir.
L'auteur y présente une histoire de l'humanité qui se résume par une lutte entre les forces de la civilisation et celles du communisme.
Les correspondances aux institutions et figures politiques et littéraires soviétiques sont au moment de la parution aisées à repérer pour le lecteur ,:
- Le Maître: Staline
- Le Cochon: Khrouchtchev
- le Père-la-Justice: Alexandre Soljenitsyne
- L'Ambidextre: Sakharov
- Le Chanteur: Vladimir Vyssotski
- Le Poète: Galitch
- Le Barbouilleur: Ernst Neizvestny, sculpteur et ami de l'auteur
- la Brassière : le poète Evgueni Evtouchenko
- Ivanbourg ou Ivansk (selon les traductions): l'URSS
- Le théâtre d'Ivanbourg: le théâtre de la Taganka
- Le Gestionnaire: le chef du PCUS (Brejnev)
- La Fraternité: le Parti
- L'Ivanisme diabolique: le matérialisme dialectique
- Le Socisme: le Socialisme
- Le Socisme ou Psisme intégral: le Communisme

## Éditions
- L'Âge d'homme, Lausanne, 1976
- L'Âge d'homme, Lausanne, 1990  (ISBN 2-8251-2112-6)
- Pocket, Paris, n° 2379, 1991  (ISBN 2-266-04758-2)